# UCI World Tour 2017
UCI World Tour 2017 – 9. edycja cyklu szosowych wyścigów kolarskich o najwyższej randze w klasyfikacji UCI. Seria rozpoczęła się 17 stycznia w Australii wyścigiem Tour Down Under, a zakończyła 24 października zawodami Tour of Guangxi w Chinach.
W kalendarzu na sezon 2017 przewidziano 38 wyścigów (18 wieloetapowych i 20 jednodniowych). W porównaniu z ubiegłoroczną edycją dodano jedenaście nowych zawodów, przy czym Tour of Qatar został odwołany tuż przed rozpoczęciem nowego sezonu. Tour de Pologne – najważniejszy wyścig kolarski w Polsce, ponownie znalazł się w programie.
Prawo startu otrzymało 18 grup zawodowych. Do najwyższej dywizji profesjonalnych zespołów kolarskich dołączyła drużyna Bora-Hansgrohe, startująca dotychczas z licencją UCI Professional Continental Teams, oraz nowo powstały zespół Bahrain-Merida. Z kolei, grupy Tinkoff i IAM Cycling zakończyły swoją działalność.

## Drużyny
| Kod UCI | Zespół               | Siedziba                     |
| ------- | -------------------- | ---------------------------- |
| ALM     | Ag2r-La Mondiale     | Francja                      |
| AST     | Astana Pro Team      | Kazachstan                   |
| BMT     | Bahrain-Merida       | Bahrajn                      |
| BMC     | BMC Racing Team      | Stany Zjednoczone            |
| BOH     | Bora-Hansgrohe       | Niemcy                       |
| CDT     | Cannondale-Drapac    | Stany Zjednoczone            |
| DDD     | Dimension Data       | Południowa Afryka            |
| QST     | Quick-Step Floors    | Belgia                       |
| FDJ     | FDJ                  | Francja                      |
| KAT     | Team Katusha-Alpecin | Szwajcaria                   |
| TLJ     | Team LottoNL-Jumbo   | Holandia                     |
| LTS     | Lotto Soudal         | Belgia                       |
| MOV     | Movistar Team        | Hiszpania                    |
| ORS     | Orica-Scott          | Australia                    |
| SKY     | Team Sky             | Wielka Brytania              |
| SUN     | Team Sunweb          | Niemcy                       |
| TFS     | Trek-Segafredo       | Stany Zjednoczone            |
| UAD     | UAE Team Emirates    | Zjednoczone Emiraty Arabskie |

## Klasyfikacje

### Klasyfikacja indywidualna
| M-ce | Imię i nazwisko    | Kraj            | Drużyna           | Pkt  |
| ---- | ------------------ | --------------- | ----------------- | ---- |
| 1.   | Greg Van Avermaet  | Belgia          | BMC Racing Team   | 3582 |
| 2.   | Chris Froome       | Wielka Brytania | Team Sky          | 3452 |
| 3.   | Tom Dumoulin       | Holandia        | Team Sunweb       | 2545 |
| 4.   | Peter Sagan        | Słowacja        | Bora-Hansgrohe    | 2544 |
| 5.   | Vincenzo Nibali    | Włochy          | Bahrain-Merida    | 2196 |
| 6.   | Michał Kwiatkowski | Polska          | Team Sky          | 2171 |
| 7.   | Alejandro Valverde | Hiszpania       | Movistar Team     | 2105 |
| 8.   | Daniel Martin      | Irlandia        | Etixx-Quick Step  | 2050 |
| 9.   | Michael Matthews   | Australia       | Team Sunweb       | 2049 |
| 10.  | Alberto Contador   | Hiszpania       | Trek-Segafredo    | 1987 |
| ...  |                    |                 |                   |      |
| 32.  | Rafał Majka        | Polska          | Bora-Hansgrohe    | 1117 |
| 111. | Tomasz Marczyński  | Polska          | Lotto Soudal      | 292  |
| 156. | Maciej Bodnar      | Polska          | Bora-Hansgrohe    | 142  |
| 165. | Paweł Poljański    | Polska          | Bora-Hansgrohe    | 125  |
| 214. | Przemysław Niemiec | Polska          | UAE Team Emirates | 75   |
| 342. | Michał Gołaś       | Polska          | Team Sky          | 21   |
| 374. | Łukasz Wiśniowski  | Polska          | Team Sky          | 11   |

### Klasyfikacja drużynowa
| Miejsce | Drużyna              | Punkty | Top 5 zawodników                                                                     |
| ------- | -------------------- | ------ | ------------------------------------------------------------------------------------ |
| 1       | Team Sky             | 12806  | Froome (3452), Kwiatkowski (2171), Ser. Henao (1266), Landa (1170), Viviani (1031)   |
| 2       | Quick-Step Floors    | 12652  | D. Martin (2050), Gilbert (1893), Alaphilippe (1465), Gaviria (1159), Jungels (704)  |
| 3       | BMC Racing Team      | 10961  | Van Avermaet (3582), Porte (1882), Dennis (830), Teuns (763), Caruso (735)           |
| 4       | Team Sunweb          | 8033   | Dumoulin (2545), Matthews (2049), Kelderman (1049), Barguil (977), Arndt (377)       |
| 5       | Trek-Segafredo       | 7934   | Contador (1987), Mollema (1524), Stuyven (1120), Degenkolb (990), Felline (749)      |
| 6       | Movistar Team        | 7399   | Valverde (2105), Quintana (1811), J. Herrada (668), G. Izagirre (500), Soler (462)   |
| 7       | Orica-Scott          | 7190   | S. Yates (1067), Albasini (830), A. Yates (776), Chaves (619), Keukeleire (608)      |
| 8       | Bora-Hansgrohe       | 6516   | Sagan (2544), Majka (1117), Bennett (548), McCarthy (505), Pöstlberger (414)         |
| 9       | Ag2r-La Mondiale     | 6316   | Bardet (1464), Pozzovivo (1275), Naesen (910), Vuillermoz (881), Bakelants (515)     |
| 10      | Cannondale-Drapac    | 6049   | Urán (1360), Vanmarcke (917), Slagter (589), Woods (585), van Baarle (491)           |
| 11      | Team Katusha-Alpecin | 5619   | Kristoff (1806), Zakarin (1686), Špilak (748), Zabel (326), Restrepo (272)           |
| 12      | UAE Team Emirates    | 5494   | Ulissi (1569), R. Costa (929), Meintjes (758), Modolo (364), Polanc (296)            |
| 13      | Lotto Soudal         | 5466   | Wellens (1326), Gallopin (853), Greipel (788), Benoot (541), Valls (313)             |
| 14      | Bahrain-Merida       | 5277   | Nibali (2196), I. Izagirre (1276), Colbrelli (887), Visconti (203), Pellizotti (101) |
| 15      | Pro Team Astana      | 5018   | Aru (1214), Fuglsang (776), M. López (520), Łucenko (409), Valgren (405)             |
| 16      | Team LottoNL-Jumbo   | 4846   | Roglič (1191), Groenewegen (678), Kruijswijk (667), Benett (566), Gesink (359)       |
| 17      | FDJ                  | 3616   | Pinot (1317), Démare (1128), Molard (247), Roux (204), Reichenbach (124)             |
| 18      | Dimension Data       | 2575   | Haas (775), Boasson Hagen (561), Fraile (180), Thwaites (141), Pauwels (127)         |